# Lydina areos
Lydina areos är en tvåvingeart som först beskrevs av Walker 1849.  Lydina areos ingår i släktet Lydina och familjen parasitflugor. Inga underarter finns listade i Catalogue of Life.